# Кальмиусский шлях

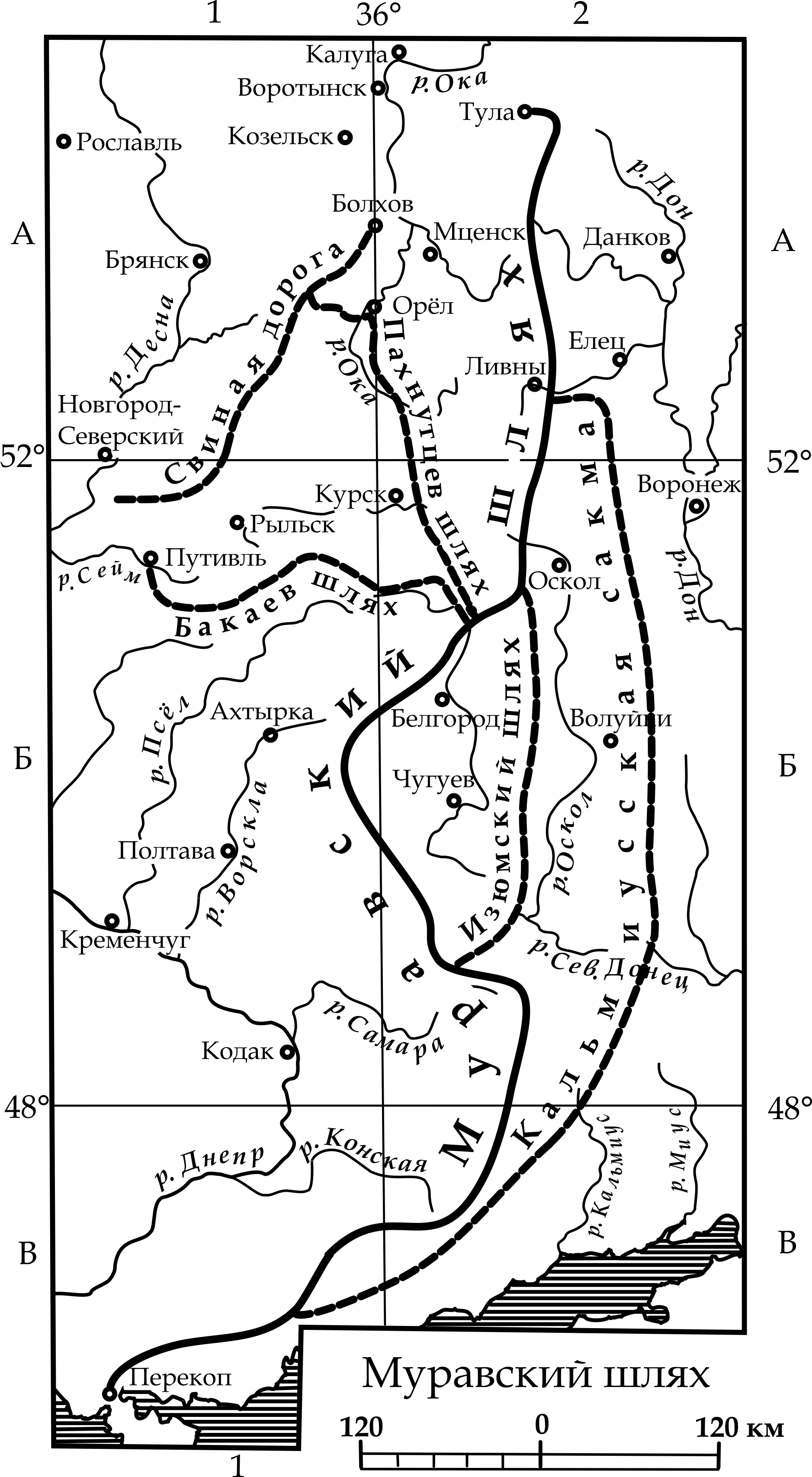
Кальмиусский шлях (сакма) на примерной схеме шляхов центральной-южной Руси.

Кальмиусский шлях, Кальмиусская сакма — один из основных путей (шлях, сакма), использовавшийся преимущественно ногайцами при набегах на Русь.
Путь (сакма, шлях) назван по реке Кальмиус. 

## История
По Кальмиусскому шляху крымские или перекопские и ногайские татары в XVI и XVII веке совершали грабительские набеги на южные рубежи Русского царства. 
В середине XVII века Кальмиусский шлях был перекрыт Белгородской засечной чертой, в частности, Острогожской крепостью, которая охраняла переправу через Тихую Сосну.

... для защищения Святых Божиих церквей и целости и покою христианского от бусурманских татарских безвестных приходов на поле построить Черту, и от Крымские стороны через Муравскую и Кальмиюскую Сакмы, от реки Псла к реке Дону до Воронежа на 377 верстах, а от Воронежа чрез Нагайские Сакмы вверх по реке Воронежу к Козлову и к Танбову на 205 верстах, а от Танбова до реки Волги и до Симбирска на 374 верстах, всего на 956 верстах, и по Черте построить городы, а промеж городов по полям земляной вал и рвы и остроги и надолбы, а в лесах засеки и всякие крепости, чтобы на ево государевы Украины теми местами татарского приходу не было. ...— «Выписка в Разряд о построении новых городов и Черты» 1681 года.

## Маршрут
Кальмиусский шлях (сакма) начинался в верховье небольшой речки Кальмиус (от которой и происходит его название), впадающей в Азовское море. От верховьев Кальмиуса шлях вёл на север между Бахмутом и Луганью, пересекал Северский Донец в районе современных городов Лисичанск и Северодонецк и следовал вдоль реки Боровая по водоразделу рек Оскол и Айдар к городу Валуйки. Между Валуйками и Новым Осколом имелись броды, через которые можно было перейти на Изюмский шлях, шедший по правому берегу Оскола. Далее на север Кальмиусский шлях пересекал Каменным бродом Тихую Сосну, проходил между Старым Осколом и Воронежем, далее бродами через реки Олымь и Кшень к верховьям Быстрой Сосны, где у Ливен сливался с Муравским шляхом. После Тихой Сосны, от основного шляха начинали отделяться меньшие дороги, крупнейшая из них вела через верховья Дона на Ряжск и на Рязань.

## Стратегическое значение
По оценке исследователя шляхов А. Г. Словохотова, «Кальмиусский шлях единственный из татарских шляхов, который на своем основном маршруте форсирует подряд сразу две реки: Тихую Сосну и Потудань, в то же время присутствует и вариант их обхода с востока». Форсирование последовательно двух рек напоминает по своему характеру латинскую букву W, то есть предполагает сначала спуск к воде, затем подъём на водораздел, затем спуск к воде и вновь подъём на водораздел. Интересно, что на маршруте Муравского шляха тоже присутствует препятствие из двух рек Быстрой Сосны и Красивой Мечи, но Муравский шлях обходит это препятствие по единственно возможному сухопутному пути у Судбищ, где произошла Судбищенская битва.